# Saison 2017-2018 du RB Leipzig
Maillots
Chronologie
Saison précédente Saison suivante
La saison 2017-2018 est la 9e saison du RB Leipzig depuis sa fondation en 2009 et la 2e saison du club en Bundesliga, la meilleure ligue allemande de football. Le RB Leipzig est impliqué dans 4 compétitions : la Bundesliga, la DFB Pokal, la Ligue des Champions et la Ligue Europa.

## Transferts
| Nom                         | Nationalité       | Poste      | Transfert                   | Période         | Provenance/Destination | Division                |
| --------------------------- | ----------------- | ---------- | --------------------------- | --------------- | ---------------------- | ----------------------- |
| Arrivées                    |                   |            |                             |                 |                        |                         |
| Nils Quaschner              | Attaquant         | Allemagne  | Retour de Prêt              | Mercato d'été   | VfL Bochum             | 2.Bundesliga            |
| Atinc Nukan                 | Défenseur         | Turquie    | Retour de Prêt              | Mercato d'été   | Beşiktaş               | SporToto Süper Lig      |
| Massimo Bruno               | Attaquant         | Belgique   | Retour de Prêt              | Mercato d'été   | RSC Anderlecht         | Jupiler Pro League      |
| Anthony Jung                | Défenseur         | Allemagne  | Retour de Prêt              | Mercato d'été   | FC Ingolstadt          | Bundesliga              |
| Zsolt Kalmár                | Milieu de terrain | Hongrie    | Retour de Prêt              | Mercato d'été   | Brøndby IF             | Superligaen             |
| Ibrahima Konaté             | Défenseur         | France     | Transfert (Libre)           | Mercato d'été   | FC Sochaux             | Ligue 2                 |
| Bruma                       | Attaquant         | Portugal   | Transfert (12,5 M€)         | Mercato d'été   | Galatasaray SK         | SporToto Süper Lig      |
| Philipp Kohn                | Gardien de but    | Suisse     | Transfert (Libre)           | Mercato d'été   | VfB Stuttgart U19      | Bundesliga              |
| Konrad Laimer               | Milieu            | Autriche   | Transfert (7 M€)            | Mercato d'été   | RB Salzbourg           | Ö-Bundesliga            |
| Yvon Mvogo                  | Gardien de but    | Suisse     | Transfert (5 M€)            | Mercato d'été   | BSC Young Boys         | Raiffeisen Super League |
| Jean-Kévin Augustin         | Attaquant         | France     | Transfert (13 M€)           | Mercato d'été   | Paris Saint-Germain    | Ligue 1                 |
| Federico Palacios           | Attaquant         | Allemagne  | Transfert (Libre)           | Mercato d'été   | RB Leipzig II          | Bundesliga              |
| Elias Abouchabaka           | Attaquant         | Allemagne  | Transfert (Libre)           | Mercato d'été   | RB Leipzig U17         | Bundesliga              |
| Kevin Kampl                 | Milieu            | Slovénie   | Transfert (20 M€)           | Mercato d'été   | Bayer Leverkusen       | Bundesliga              |
| Felix Beiersdorf            | Milieu            | Allemagne  | Transfert (Libre)           | Mercato d'été   | RB Leipzig II          | Bundesliga              |
| Agyemang Diawusie           | Attaquant         | Allemagne  | Transfert (Libre)           | Mercato d'été   | RB Leipzig U19         | Bundesliga              |
| Niklas Kühn                 | Attaquant         | Allemagne  | Transfert (Libre)           | Mercato d'été   | RB Leipzig U17         | Bundesliga              |
| Felix Beiersdorf            | Milieu            | Allemagne  | Retour de Prêt              | Mercato d'hiver | SC Wiener Neustadt     | 2.Liga                  |
| Ademola Lookman             | Attaquant         | Angleterre | Prêt                        | Mercato d'hiver | Everton FC             | Premier League          |
| Dépenses totales : 57,5 M€  |                   |            |                             |                 |                        |                         |
| Départs                     |                   |            |                             |                 |                        |                         |
| Rani Khedira                | Milieu            | Allemagne  | Transfert (Libre)           | Mercato d'été   | FC Augsbourg           | Bundesliga              |
| Oliver Burke                | Attaquant         | Écosse     | Transfert (15,2 M€)         | Mercato d'été   | West Bromwich Albion   | Premier League          |
| Davie Selke                 | Attaquant         | Allemagne  | Transfert (8 M€)            | Mercato d'été   | Hertha Berlin          | Bundesliga              |
| Benjamin Bellot             | Gardien de but    | Allemagne  | Transfert (100 000 K)       | Mercato d'été   | Brøndby IF             | Superligaen             |
| Nils Quaschner              | Attaquant         | Allemagne  | Transfert (Libre)           | Mercato d'été   | Arminia Bielefeld      | 2.Bundesliga            |
| Marius Müller               | Gardien de but    | Allemagne  | Prêt                        | Mercato d'été   | 1. FC Kaiserslautern   | 2.Bundesliga            |
| Felix Beiersdorf            | Milieu            | Allemagne  | Prêt                        | Mercato d'été   | SC Wiener Neustadt     | 2.Liga                  |
| Agyemang Diawusie           | Attaquant         | Allemagne  | Prêt                        | Mercato d'été   | SV Wehen Wiesbaden     | 3.Liga                  |
| Anthony Jung                | Défenseur         | Allemagne  | Prêt                        | Mercato d'été   | Brøndby IF             | Superligaen             |
| Zsolt Kalmár                | Milieu de terrain | Hongrie    | Prêt                        | Mercato d'été   | Dunajská Streda        | Fortuna Liga            |
| Atinc Nukan                 | Défenseur         | Turquie    | Prêt                        | Mercato d'été   | Beşiktaş               | SporToto Süper Lig      |
| Marvin Compper              | Défenseur         | Allemagne  | Transfert (1,14 M€)         | Mercato d'hiver | Celtic FC              | Scottish Premiership    |
| Federico Palacios           | Attaquant         | Allemagne  | Transfert (Montant Inconnu) | Mercato d'hiver | 1. FC Nuremberg        | 2.Bundesliga            |
| Felix Beiersdorf            | Milieu            | Allemagne  | Prêt                        | Mercato d'hiver | FC Chemie Leipzig      | Regionalliga            |
| Recettes totales : 24,44 M€ |                   |            |                             |                 |                        |                         |

## Maillots
Équipementier : Nike / Sponsor : Red Bull
| Domicile | Domicile (alt. 1) | Domicile (alt. 2) | Extérieur | Extérieur (alt.) | Troisième |

| Domicile | Domicile (alt. 1) | Domicile (alt. 2) | Extérieur | Extérieur (alt.) | Troisième |

## Équipe

### Joueurs prêtés
Le tableau suivant liste les joueurs en prêts pour la saison 2017-2018.
| Joueurs prêtés |    |                        |                   |                     |           |                      |  |
| \| N° \| P. \| Nat. \| Nom \| Date de naissance \| Sélection \| Club en prêt \| \| \| 999 \| G \| \| Marius Müller \| 12/07/1993 (31 ans) \| – \| 1. FC Kaiserslautern \| \| \| 999 \| A \| \| Agyemang Diawusie \| 12/02/1998 (27 ans) \| – \| SV Wehen Wiesbaden \| \| \| 999 \| D \| \| Anthony Jung \| 03/11/1991 (33 ans) \| – \| Brøndby IF \| \| \| 999 \| M \| \| Zsolt Kalmár \| 09/07/1995 (29 ans) \| Hongrie \| Dunajská Streda \| \| \| 999 \| D \| \| Atinc Nukan \| 20/07/1993 (31 ans) \| – \| Beşiktaş \| \| \| 999 \| M \| \| Felix Beiersdorf \| 01/08/1998 (26 ans) \| – \| FC Chemie Leipzig \| \| |    |                        |                   |                     |           |                      |  |
| N° | P. | Nat.                   | Nom               | Date de naissance   | Sélection | Club en prêt         |  |
| 999 | G  | Drapeau de l'Allemagne | Marius Müller     | 12/07/1993 (31 ans) | –         | 1. FC Kaiserslautern |  |
| 999 | A  | Drapeau de l'Allemagne | Agyemang Diawusie | 12/02/1998 (27 ans) | –         | SV Wehen Wiesbaden   |  |
| 999 | D  | Drapeau de l'Espagne   | Anthony Jung      | 03/11/1991 (33 ans) | –         | Brøndby IF           |  |
| 999 | M  | Drapeau de la Hongrie  | Zsolt Kalmár      | 09/07/1995 (29 ans) | Hongrie   | Dunajská Streda      |  |
| 999 | D  | Drapeau de la Turquie  | Atinc Nukan       | 20/07/1993 (31 ans) | –         | Beşiktaş             |  |
| 999 | M  | Drapeau de l'Allemagne | Felix Beiersdorf  | 01/08/1998 (26 ans) | –         | FC Chemie Leipzig    |  |

| N°  | P. | Nat.                   | Nom               | Date de naissance   | Sélection | Club en prêt         |  |
| 999 | G  | Drapeau de l'Allemagne | Marius Müller     | 12/07/1993 (31 ans) | –         | 1. FC Kaiserslautern |  |
| 999 | A  | Drapeau de l'Allemagne | Agyemang Diawusie | 12/02/1998 (27 ans) | –         | SV Wehen Wiesbaden   |  |
| 999 | D  | Drapeau de l'Espagne   | Anthony Jung      | 03/11/1991 (33 ans) | –         | Brøndby IF           |  |
| 999 | M  | Drapeau de la Hongrie  | Zsolt Kalmár      | 09/07/1995 (29 ans) | Hongrie   | Dunajská Streda      |  |
| 999 | D  | Drapeau de la Turquie  | Atinc Nukan       | 20/07/1993 (31 ans) | –         | Beşiktaş             |  |
| 999 | M  | Drapeau de l'Allemagne | Felix Beiersdorf  | 01/08/1998 (26 ans) | –         | FC Chemie Leipzig    |  |

## Compétitions
| Bundesliga         | DFB Pokal                                             | Ligue des Champions | Ligue Europa                                                       |
| ------------------ | ----------------------------------------------------- | ------------------- | ------------------------------------------------------------------ |
| 6e place 53 points | 2e Tour contre Bayern Munich (1 - 1) a.p. - (4 - 5) p | Phase de Groupes    | Quarts de Finale contre l'Olympique de Marseille (1 - 0) - (5 - 2) |
| 15V 8N 11D         | 1V 1N 0D                                              | 2V 1N 3D            | 3V 1N 2D                                                           |
| TOTAL: 21V 11N 16D |                                                       |                     |                                                                    |

### Bundesliga

#### Classement
| Rang | Équipe              | Pts | J  | G  | N  | P  | Bp | Bc | Diff | Qualification ou relégation                                              |
| ---- | ------------------- | --- | -- | -- | -- | -- | -- | -- | ---- | ------------------------------------------------------------------------ |
| 4    | Borussia Dortmund   | 55  | 34 | 15 | 10 | 9  | 64 | 47 | +17  | Qualification pour la phase de groupes de la Ligue des champions         |
| 5    | Bayer Leverkusen    | 55  | 34 | 15 | 10 | 9  | 58 | 44 | +14  | Qualification pour la phase de groupes de la Ligue Europa                |
| 6    | RB Leipzig          | 53  | 34 | 15 | 8  | 11 | 57 | 53 | +4   | Qualification pour le troisième tour de qualification de la Ligue Europa |
| 7    | VfB Stuttgart P     | 51  | 34 | 15 | 6  | 13 | 36 | 36 | 0    |                                                                          |
| 8    | Eintracht Francfort | 49  | 34 | 14 | 7  | 13 | 45 | 45 | 0    | Qualification pour la phase de groupes de la Ligue Europa                |

#### Championnat
| Date              | Heure | Journée     | Adversaire          | Lieu                      | Score | Buteurs du RB Leipzig                                                     | Public |
| ----------------- | ----- | ----------- | ------------------- | ------------------------- | ----- | ------------------------------------------------------------------------- | ------ |
| 19 août 2017      | 18h30 | 1re journée | Schalke 04          | Veltins-Arena             | 2 - 0 |                                                                           | 61 435 |
| 27 août 2017      | 15h30 | 2e journée  | SC Fribourg         | Red Bull Arena            | 4 - 1 | Timo Werner, Willi Orban, Bruma                                           | 39 265 |
| 8 septembre 2017  | 20h30 | 3e journée  | Hambourg SV         | Volksparkstadion          | 0 - 2 | Timo Werner, Naby Keïta                                                   | 50 231 |
| 16 septembre 2017 | 18h30 | 4e journée  | Borussia M'gladbach | Red Bull Arena            | 2 - 2 | Timo Werner, Jean-Kévin Augustin                                          | 42 558 |
| 19 septembre 2017 | 20h30 | 5e journée  | FC Augsbourg        | WWK Arena                 | 1 - 0 |                                                                           | 26 113 |
| 23 septembre 2017 | 15h30 | 6e journée  | Eintracht Francfort | Red Bull Arena            | 2 - 1 | Timo Werner, Jean-Kévin Augustin                                          | 40 606 |
| 1er octobre 2017  | 18h00 | 7e journée  | FC Cologne          | RheinEnergieStadion       | 1 - 2 | Lukas Klostermann, Yussuf Poulsen                                         | 48 700 |
| 14 octobre 2017   | 18h30 | 8e journée  | Borussia Dortmund   | Signal Iduna Park         | 2 - 3 | Marcel Sabitzer, Yussuf Poulsen, Jean-Kévin Augustin                      | 80 100 |
| 21 octobre 2017   | 15h30 | 9e journée  | VfB Stuttgart       | Red Bull Arena            | 1 - 0 | Marcel Sabitzer                                                           | 42 558 |
| 28 octobre 2017   | 18h30 | 10e journée | Bayern Munich       | Allianz Arena             | 2 - 0 |                                                                           | 75 000 |
| 4 novembre 2017   | 15h30 | 11e journée | Hanovre 96          | Red Bull Arena            | 2 - 1 | Timo Werner, Yussuf Poulsen                                               | 40 461 |
| 18 novembre 2017  | 15h30 | 12e journée | Bayer Leverkusen    | BayArena                  | 2 - 2 | Timo Werner, Emil Forsberg                                                | 29 218 |
| 25 novembre 2017  | 15h30 | 13e journée | Werder Brême        | Red Bull Arena            | 2 - 0 | Naby Keïta, Bernardo                                                      | 40 172 |
| 2 décembre 2017   | 15h30 | 14e journée | TSG Hoffenheim      | Rhein-Neckar-Arena        | 4 - 0 |                                                                           | 28 299 |
| 9 décembre 2017   | 15h30 | 15e journée | FSV Mayence         | Red Bull Arena            | 2 - 2 | Kevin Kampl, Timo Werner                                                  | 32 817 |
| 12 décembre 2017  | 18h30 | 16e journée | VfL Wolfsbourg      | Volkswagen-Arena          | 1 - 1 | Marcel Halstenberg                                                        | 22 827 |
| 17 décembre 2017  | 18h00 | 17e journée | Hertha Berlin       | Red Bull Arena            | 2 - 3 | Willi Orban, Marcel Halstenberg                                           | 36 109 |
| 13 janvier 2018   | 18h30 | 18e journée | Schalke 04          | Red Bull Arena            | 3-1   | Naby Keïta, Timo Werner, Bruma                                            | 42 558 |
| 20 janvier 2018   | 15h30 | 19e journée | SC Fribourg         | Schwarzwald-Stadion       | 2 - 1 | Timo Werner                                                               | 23 700 |
| 27 janvier 2018   | 15h30 | 20e journée | Hambourg SV         | Red Bull Arena            | 1 - 1 | Bruma                                                                     | 42 558 |
| 3 février 2018    | 18h30 | 21e journée | Borussia M'gladbach | Borussia-Park             | 0 - 1 | Ademola Lookman                                                           | 49 018 |
| 9 février 2018    | 20h30 | 22e journée | FC Augsbourg        | Red Bull Arena            | 2 - 0 | Dayot Upamecano, Naby Keïta                                               | 34 286 |
| 19 février 2018   | 20h30 | 23e journée | Eintracht Francfort | Commerzbank-Arena         | 2 - 1 | Jean-Kévin Augustin                                                       | 45 100 |
| 25 février 2018   | 18h00 | 24e journée | FC Cologne          | Red Bull Arena            | 1 - 2 | Jean-Kévin Augustin                                                       | 31 793 |
| 3 mars 2018       | 18h30 | 25e journée | Borussia Dortmund   | Red Bull Arena            | 1 - 1 | Jean-Kévin Augustin                                                       | 42 558 |
| 11 mars 2018      | 15h30 | 26e journée | VfB Stuttgart       | Mercedes-Benz Arena       | 0 - 0 |                                                                           | 53 548 |
| 18 mars 2018      | 18h00 | 27e journée | Bayern Munich       | Red Bull Arena            | 2 - 1 | Naby Keïta, Timo Werner                                                   | 42 558 |
| 31 mars 2018      | 15h30 | 28e journée | Hanovre 96          | HDI-Arena                 | 2 - 3 | Emil Forsberg, Willi Orban, Yussuf Poulsen                                | 42 300 |
| 9 avril 2018      | 20h30 | 29e journée | Bayer Leverkusen    | Red Bull Arena            | 1 - 4 | Marcel Sabitzer                                                           | 35 617 |
| 15 avril 2018     | 18h00 | 30e journée | Werder Brême        | Weserstadion              | 1 - 1 | Ademola Lookman                                                           | 42 100 |
| 21 avril 2018     | 15h30 | 31e journée | TSG Hoffenheim      | Red Bull Arena            | 2 - 5 | Naby Keïta, Dayot Upamecano                                               | 41 780 |
| 29 avril 2018     | 15h30 | 32e journée | FSV Mayence         | Opel Arena                | 3 - 0 |                                                                           | 30 083 |
| 5 mai 2018        | 15h30 | 33e journée | VfL Wolfsbourg      | Red Bull Arena            | 4 - 1 | Ademola Lookman, Timo Werner, Jean-Kévin Augustin                         | 41 487 |
| 12 mai 2018       | 15h30 | 34e journée | Hertha Berlin       | Stade olympique de Berlin | 2 - 6 | Dayot Upamecano, Ademola Lookman, Timo Werner, Jean-Kévin Augustin, Bruma | 60 502 |

#### Résumé des résultats

##### Évolution du classement et des résultats
| Journée   | 01 | 02 | 03 | 04 | 05 | 06 | 07 | 08 | 09 | 10 | 11 | 12 | 13 | 14 | 15 | 16 | 17 | 18 | 19 | 20 | 21 | 22 | 23 | 24 | 25 | 26 | 27 | 28 | 29 | 30 | 31 | 32 | 33 | 34 |
| --------- | -- | -- | -- | -- | -- | -- | -- | -- | -- | -- | -- | -- | -- | -- | -- | -- | -- | -- | -- | -- | -- | -- | -- | -- | -- | -- | -- | -- | -- | -- | -- | -- | -- | -- |
| Terrain   | E  | D  | E  | D  | E  | D  | E  | E  | D  | E  | D  | E  | D  | E  | D  | E  | D  | D  | E  | D  | E  | D  | E  | D  | D  | E  | D  | E  | D  | E  | D  | E  | D  | E  |
| Résultats | D  | V  | V  | N  | D  | V  | V  | V  | V  | D  | V  | N  | V  | D  | N  | N  | D  | V  | D  | N  | V  | V  | D  | D  | N  | N  | V  | V  | D  | N  | D  | D  | V  | V  |
| Place     | 16 | 7  | 4  | 6  | 9  | 6  | 4  | 3  | 3  | 3  | 2  | 3  | 2  | 2  | 2  | 3  | 5  | 2  | 4  | 5  | 3  | 2  | 5  | 6  | 6  | 6  | 6  | 4  | 6  | 5  | 6  | 6  | 6  | 6  |

Terrain : D = Domicile ; E = Extérieur.
Résultat : D = Défaite ; N = Nul ; V = Victoire.

### Ligue des Champions

#### Phase de Groupes
| Rang | Équipe      | Pts | J | G | N | P | Bp | Bc | Diff |  | Résultats (▼ dom., ► ext.) |     |     |     |     |
| ---- | ----------- | --- | - | - | - | - | -- | -- | ---- |  | -------------------------- | --- | --- | --- | --- |
| 1    | Beşiktaş JK | 14  | 6 | 4 | 2 | 0 | 11 | 5  | +6   |  | Beşiktaş JK                |     | 1-1 | 2-0 | 1-1 |
| 2    | FC Porto    | 10  | 6 | 3 | 1 | 2 | 15 | 10 | +5   |  | FC Porto                   | 1-3 |     | 3-1 | 5-2 |
| 3    | RB Leipzig  | 7   | 6 | 2 | 1 | 3 | 10 | 11 | -1   |  | RB Leipzig                 | 1-2 | 3-2 |     | 1-1 |
| 4    | AS Monaco   | 2   | 6 | 0 | 2 | 4 | 6  | 16 | -10  |  | AS Monaco                  | 1-2 | 0-3 | 1-4 |     |

### Ligue Europa
Le club étant arrivé troisième de son groupe en Ligue des champions, il est rétrogradé en Ligue Europa.

## Statistiques

### Statistiques collectives
| Compétition         | Premier Match     | Dernier Match   | Débute au tour      | Termine          | Matches joués | Gagnés | Nuls | Perdus | Buts pour | Buts contre | Différence |
| ------------------- | ----------------- | --------------- | ------------------- | ---------------- | ------------- | ------ | ---- | ------ | --------- | ----------- | ---------- |
| Bundesliga          | 19 août 2017      | 12 mai 2018     | -                   | Sixième          | 34            | 15     | 8    | 11     | 57        | 53          | +4         |
| DFB Pokal           | 13 août 2017      | 22 octobre 2017 | 1re Tour            | 2e Tour          | 2             | 1      | 1    | 0      | 6         | 1           | +5         |
| Ligue des Champions | 13 septembre 2017 | 6 décembre 2017 | Phase de Groupes    | Phase de Groupes | 6             | 2      | 1    | 3      | 10        | 11          | -1         |
| Ligue Europa        | 15 février 2018   | 12 avril 2018   | Seizièmes de finale | Quarts de finale | 6             | 2      | 1    | 3      | 10        | 11          | -1         |
| Total               | -                 | -               | -                   | -                | 48            | 21     | 11   | 16     | 82        | 75          | +7         |

### Statistiques individuelles

#### Buteurs
Inclut uniquement les matches officiels. La liste est classée par numéro de maillot lorsque le total de but est égal.
| R.          | N.          | Nat.        | Position    | Joueurs             | Bundesliga | DFB Pokal | Ligue des Champions | Ligue Europa | Total |
| ----------- | ----------- | ----------- | ----------- | ------------------- | ---------- | --------- | ------------------- | ------------ | ----- |
| 1           | 11          |             | Attaquant   | Timo Werner         | 13         | 1         | 3                   | 4            | 21    |
| 2           | 29          |             | Attaquant   | Jean-Kévin Augustin | 9          | 0         | 1                   | 2            | 12    |
| 3           | 8           |             | Milieu      | Naby Keïta          | 6          | 1         | 2                   | 0            | 9     |
| 4           | 17          |             | Attaquant   | Bruma               | 4          | 0         | 0                   | 3            | 7     |
| 5           | 7           |             | Milieu      | Marcel Sabitzer     | 3          | 2         | 0                   | 0            | 5     |
| 5           | 9           |             | Attaquant   | Yussuf Poulsen      | 4          | 1         | 0                   | 0            | 5     |
| 5           | 10          |             | Attaquant   | Emil Forsberg       | 2          | 1         | 2                   | 0            | 5     |
| 5           | 18          |             | Attaquant   | Ademola Lookman1    | 5          | 0         | 0                   | 0            | 5     |
| 10          | 4           |             | Défenseur   | Willi Orban         | 3          | 0         | 1                   | 0            | 4     |
| 11          | 5           |             | Défenseur   | Dayot Upamecano     | 3          | 0         | 0                   | 0            | 3     |
| 12          | 23          |             | Défenseur   | Marcel Halstenberg  | 2          | 0         | 0                   | 0            | 2     |
| 13          | 3           |             | Défenseur   | Bernando            | 1          | 0         | 0                   | 0            | 1     |
| 13          | 16          |             | Défenseur   | Lukas Klostermann   | 1          | 0         | 0                   | 0            | 1     |
| 13          | 44          |             | Milieu      | Kevin Kampl         | 1          | 0         | 0                   | 0            | 1     |
| Autres Buts | Autres Buts | Autres Buts | Autres Buts | Autres Buts         | 0          | 0         | 0                   | 0            | 0     |
| TOTAL       | TOTAL       | TOTAL       | TOTAL       | TOTAL               | 57         | 6         | 9                   | 9            | 81    |

1 Joueurs en prêt.